# 老滬太路
老滬太路是中華人民共和國上海市靜安區一條東西走向道路，西起滬太路，東至共和新路，全長1998米，宽14.6米至15.8米，车行道宽9.6至10.6米。道路修建於中華民国10年（1921年），當時名為沪太长途汽车路。中華民国12年（1923年）沪太路更改走向，此路改名為沪太老路，1949年後更名為老滬太路。